# Dörth
Dörth település Németországban, Rajna-vidék-Pfalz tartományban. Lakosainak száma 526 fő (2023. december 31.). Dörth Boppard, Karbach és Halsenbach községekkel határos.

## Népesség
A település népességének változása:
| Lakosok száma | 378  | 524  | 520  | 521  | 528  | 526  |
|               | 1975 | 2017 | 2019 | 2021 | 2022 | 2023 |